# Moebjergarctus manganis
Espèce
Moebjergarctus manganis est une espèce de tardigrades de la famille des Halechiniscidae. 

## Distribution
Cette espèce est endémique de l'océan Pacifique Est.

## Publication originale
- Bussau, 1992 : New deep-sea Tardigrada (Arthrotardigrada, Halechiniscidae) from a manganese nodule area of the eastern South Pacific. Zoologica Scripta, vol. 21, no 1, p. 79-91.